# لامونت ريد
لامونت ريد (بالإنجليزية: Lamont Reid)‏ هو لاعب كرة قدم أمريكية أمريكي، ولد في 4 مايو 1982 في كونكورد في الولايات المتحدة.

## وصلات خارجية
- لامونت ريد على موقع مرجع كرة القدم المحترفة.كوم (الإنجليزية)
- لامونت ريد على موقع JustSportsStats.com (الإنجليزية)